# بلدية فاكسهولم
بلدية فاكسهولم هي بلدية من بلديات السويد في مقاطعة ستوكهولم في الوسط الشرقي للسويد.
تعد مدينة فاكسهولم عاصمة هذه البلدية، وهي تقع في أرخبيل ستوكهولم